# Conus josephinae
Conus josephinae é uma espécie de gastrópode do gênero Conus, pertencente à família Conidae.

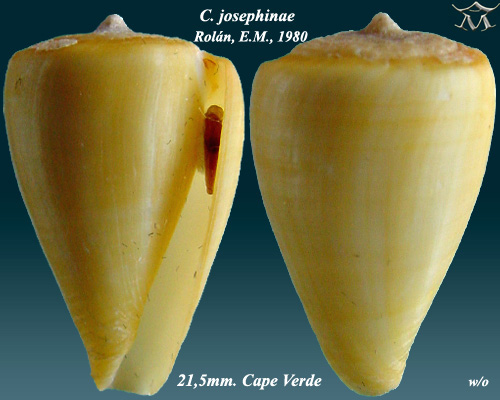
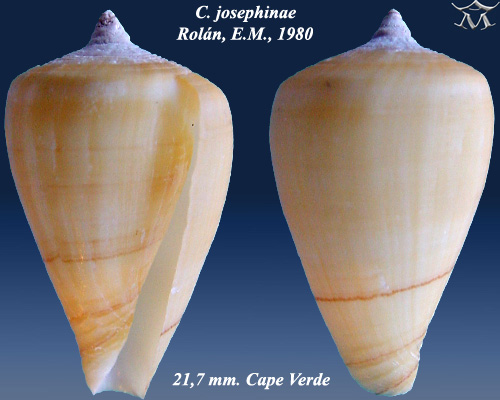